# 柳美里
柳 美里（ゆう みり、유미리、1968年6月22日 - ）は、在日韓国人の劇作家、小説家である。韓国籍を持つ。劇団「青春五月党」主宰。
神奈川県横浜市中区出身。横浜共立学園高等学校中退。1993年、最年少で岸田國士戯曲賞を受賞後、1994年に小説家デビュー。1997年『家族シネマ』で芥川賞受賞。
2015年から福島県南相馬市に住む。

## 経歴
1968年6月22日、茨城県土浦市で出生した。柳美里という名前は、通名でもペンネームでもなく本名である。祖父が名前で苦労しないようにと命名した（「美里」は日本にも朝鮮半島にもある名で、読み方も日本語、韓国語ともに「みり」と発音する）。祖父は韓国密陽市で靴屋を営み、健脚で幻の東京五輪のマラソン選手候補であった。父は、祖父が経営するパチンコ店「旭御殿」に釘師として勤めていたが、祖父が韓国に帰国したため失職し、横浜市中区黄金町のパチンコ店「三益球殿」に再就職する。1歳を迎える前に横浜市に転居、以後横浜市で育つ。
横浜共立学園中学校を卒業、1983年に横浜共立学園高等学校に入学するもいじめに遭い、1年で退学し、翌年東由多加率いるミュージカル劇団東京キッドブラザースに最年少で入団。1986年、同劇団第9期研究生の卒業公演「ウィンターナイトドリーム」に出演する。8月、東京キッドブラザースのセカンドカンパニー「PAN and CIRCUS」旗揚げ公演「BILLY ビリィ BOY!」に役者として参加。地方公演（名古屋・大阪・京都・高松）に出演する。
演出助手を経て、1987年に演劇ユニット「青春五月党」を旗揚げ。 1988年、『水の中の友へ』で劇作家・演出家としてデビューする。1993年、『魚の祭』で第37回岸田國士戯曲賞を最年少で受賞（宮沢章夫と同時受賞）。
1994年、処女小説「石に泳ぐ魚」を文芸誌『新潮』に発表し小説家としての活動を開始。『石に泳ぐ魚』は、顔に腫瘍を持つ実在の韓国人女性をモデルにしたことで、プライバシーを侵害されたとして訴訟問題に発展し、2002年に最高裁で出版差し止め判決が出された。判決を受け、国会図書館をはじめ『新潮』の該当部分を閲覧禁止にしている（詳細は石に泳ぐ魚を参照）。
1996年、『フルハウス』で第24回泉鏡花文学賞、第18回野間文芸新人賞を受賞。1997年、『家族シネマ』で第116回芥川賞を受賞。在日韓国人による芥川賞受賞は、韓国メディアをも賑わせた。
2月に『家族シネマ』と『水辺のゆりかご』の出版を記念し、東京と横浜の4書店でサイン会が行われる予定だったが、「独立義勇軍」「新右翼」を名乗る男性から「サイン会を中止しろ。もし中止しなければ客に危害を加える」との脅迫電話が書店にかかり、二度目の電話で「爆弾を仕掛ける」とエスカレートしたため、出版社、書店、所轄の警察署が協議して急遽中止の決定がなされる。その後、記者会見を開き、版元である講談社と角川書店の話し合いの結果、次善の策として中止から4ヵ月後の6月11日に日本出版クラブ会館にて厳戒態勢の下、サイン会を開く。これは日韓両国の新聞テレビで扱われたほか、『ル・モンド』『ニューヨーク・タイムズ』『BBCワールドニュース』などでも表現の自由が侵害されていると報じられている。またこの問題は新しい歴史教科書をつくる会の小林よしのり、西尾幹二、藤岡信勝らとの論争に発展した。
1999年、ラジオ番組『柳美里のオールナイトニッポン』（ニッポン放送）が第36回ギャラクシー賞奨励賞を受賞。 同年、『ゴールドラッシュ』で第3回木山捷平文学賞を受賞。酒鬼薔薇事件に触発されて描かれた作品として話題となった。2000年1月、長男誕生。6月にこれらの経緯を赤裸々に綴った自伝小説『命』を出版、同作品で翌年に第7回編集者が選ぶ雑誌ジャーナリズム賞作品賞を受賞。『命』はその後『生』『魂』『声』と書き継がれ4部作をなした。
2002年、朝日新聞夕刊と東亜日報の同時連載で、五輪マラソンランナーを目指していた祖父を題材にした作品『8月の果て』の連載を開始（2004年まで）。2003年、奥田美和子のプロデュースを担当（2005年まで）。同年、福田和也、リリー・フランキー、坪内祐三と共に、文芸誌『en-taxi』を創刊。以後同誌に責任編集として携わる。なお福田和也とは一時激しく敵対していたが、その後和解。『en-taxi』責任編集は2007年まで続けていたが、この年に発行された同誌19号で、ブログで批判的に見ていた演劇プロデュースユニット阿佐ヶ谷スパイダースの主宰、長塚圭史が特集されるに当たり降板する。
2007年、初の書下ろしとなる児童書『月へのぼったケンタロウくん』を出版。12月、『週刊現代』において『オンエア』連載開始。 『オンエア』は当初、ペンネームを「芥川龍」とした性別不明の芥川賞受賞作家の連載としてスタートしたが、これは週刊現代編集部の意向である。編集部としては覆面作家として注目を集める意図があった模様だが、ブログで連載を始める旨を早々に暴露してしまう。
2009年9月、前年に起こった自身の「虐待騒動」を扱った初ノンフィクション『ドキュメント「児童虐待」』を『G2』に発表。2010年5月、連載に書下ろしを加えた『ファミリー・シークレット』を上梓する。2011年5月11日には、長谷川博一とのカウンセリングを中心としたNHKスペシャル「虐待カウンセリング～作家 柳美里・500日の記録～」が放送される。
2011年3月11日に発生した東日本大震災を機に、福島県・宮城県・岩手県に通い始める。2012年3月16日から、臨時災害放送局「南相馬ひばりエフエム」にて「柳美里のふたりとひとり」のパーソナリティを務め、2018年3月23日の閉局までに約600人の話を聴く。2015年4月に鎌倉から南相馬に転居し、南相馬市在住作家としての生活を始める。2016年6月には転居してから初めてとなる『ねこのおうち』を出版する。
南相馬に移住後に福島県立小高工業高等学校で自己表現と文章表現の特別授業を受け持った縁で、2017年4月に南相馬市小高区に小高工業高校と福島県立小高商業高等学校が統合して開校した福島県立小高産業技術高等学校の校歌の作詞を担当する。作曲は自身が依頼をした長渕剛が務めた。
2017年7月2日、住民として何ができるだろうかと考え書店の開業を目指して南相馬市原町区から小高区に転居、2018年4月9日に書店「フルハウス」を開店した。
2017年12月には、アトリエ「La MaMa ODAKA」をオープンする。
2018年、四半世紀ぶりに演劇ユニット「青春五月党」を復活させる。第63回岸田國士戯曲賞より選考委員を務める。
2020年、『JR上野駅公園口』の英訳版『Tokyo Ueno Station』が、TIME誌の2020年の必読書100選に選ばれ、米国の文学賞である全米図書賞（翻訳文学部門）を受賞した。

## 人物
1996年以降は、小説・エッセイ、ブログなど執筆活動に専念し、演劇活動はしていなかったが（2007年から2008年にかけて「柳美里演劇カムバックサイト『青春五月党2007』」を連載している）、2018年に復活公演を行う。
戯曲、小説などは詩的だと評価され、また、詩的すぎると批判もされるが、司馬遼太郎は「研ぎ澄まされた文章」と評価している。
2004年よりネットを通じて知り合った15歳年下の男性と同棲中。柳自身のブログにおいても「珍念」という名前で頻繁に登場している。
Twitterでロックンロール好きを公言し、甲本ヒロト、チバユウスケ、マキシマムザ亮君らの音楽を特に好んで聴いている。また、Shing02のライヴに足を運んだり、夏フェスにも頻繁に出向いている。またアイドル好きでもあり、前田敦子、島崎遥香、平手友梨奈らの名前を挙げている。
落語を日常的にCDで聴き、立川談春とは交流がある。
2020年4月にカトリックの洗礼を受けた。霊名は「テレサ・ベネディクタ」。

### 東由多加と柳美里
東由多加とは「東京キッドブラザース」入団後まもなくの16歳の頃から（東は当時39歳）約8年間同棲し、別れた後も東の死去まで交流があった。18歳の時、東由多加に「あなたは演じるより書きなさい」とアドバイスされ、以後は舞台女優としてではなく、劇作家として演劇に携わるようになった。既婚者である男性との間に長男を妊娠し、結局その男性と破局した際も東由多加はよき相談相手であった。
東が2000年4月に死去するまでの3か月間、柳の長男を一緒に育てたが東の臨終には立ち会えなかった。東の葬儀の際は葬儀委員長を務める。その際、「私のたった1人の師で、柳美里という作家を生み出した人。最期をみとれず悔しい」と語った。初の児童書であり、初の書下ろしである『月へのぼったケンタロウくん』は、死去した東との「生まれてくる子どものために物語を残そう」という約束を叶えたものである。

## 略年譜
- 1968年 - 6月22日6時18分、茨城県土浦市にて生まれる[6]。
- 1972年 - 横浜市南区大岡に転居。
- 1973年 - 横浜市南区宮元町にある杉山神社幼稚園に入園。
- 1974年 - 横浜市立大岡小学校に入学。
- 1977年 - 横浜市西区境之谷に転居。横浜市立稲荷台小学校に転校。
- 1979年 - 父母別居に伴い、母と共に北鎌倉に転居。
- 1980年 - 横浜共立学園中学校に入学。
- 1983年 - 横浜共立学園高等学校に入学。1年で中途退学。
- 1984年 - 東由多加率いるミュージカル劇団東京キッドブラザースに最年少で入団。
- 1987年 - 演劇ユニット青春五月党を旗揚げ。
- 1988年 - 『水の中の友へ』で劇作家としてデビュー。
- 1993年 - 『魚の祭』で第37回岸田國士戯曲賞を最年少受賞（宮沢章夫と同時受賞）。
- 1994年 - 処女小説「石に泳ぐ魚」を文芸誌『新潮』に発表。
- 1996年 - 『フルハウス』で第24回泉鏡花文学賞、第18回野間文芸新人賞を受賞（鏡花賞は山田詠美、野間賞は角田光代と同時受賞）。
- 1997年 - 『家族シネマ』で第116回芥川龍之介賞を受賞（辻仁成と同時受賞）。
- 1997年 - 本人主演のドキュメンタリー『世界わが心の旅 祖父の幻のオリンピック～韓国～』（テレコムスタッフ）が第14回ATP賞を受賞。
- 1999年 - 『柳美里のオールナイトニッポン』（ニッポン放送）が第36回ギャラクシー賞奨励賞を受賞。
- 1999年 - 『ゴールドラッシュ』で第3回木山捷平文学賞を受賞。
- 2000年 - 1月、長男誕生。
- 2001年 - 東京都渋谷区から鎌倉市に転居。『命』で第7回編集者が選ぶ雑誌ジャーナリズム賞作品賞を受賞。
- 2002年 - 新潮ドキュメント賞の選考委員を務める。
- 2002年 - 4月17日より朝日新聞夕刊にて、『8月の果て』の連載開始。
- 2003年 - 福田和也、リリー・フランキー、坪内祐三と共に、文芸誌『en-taxi』を創刊。以後同誌に責任編集として携わる。
- 2003年 - 奥田美和子のプロデュースを担当。
- 2004年 - 1月7日、公式サイト「La Valse de Miri」を開設。ブログ「名づけえぬものに触れて」を開始（-2005年7月7日）。
- 2004年 - 3月16日、朝日新聞夕刊連載『8月の果て』が「作者の構想がふくらみ、新聞連載による完結が不可能になったため」と、著者の意に反して打ち切りに遭う[28]。
- 2005年 - 奥田美和子のプロデュース業終了。
- 2007年 - 公式サイトにてブログ「柳美里の今日のできごと」を開始。
- 2007年 - 初の書下ろしとなる児童書『月へのぼったケンタロウくん』を出版。
- 2007年 - 『文藝』夏号で、特集が組まれる。
- 2007年 - 9月、『en-taxi』責任編集を降板。
- 2007年 - 12月、週刊現代において『オンエア』連載開始。
- 2008年 - 2月、「虐待」騒動が起こる。
- 2008年 - 3月、NHK「知るを楽しむ私のこだわり人物伝　色川武大」のナビゲーターを務める。
- 2008年 - 3月4日、「スタジオパークからこんにちは」に出演する。
- 2008年 - 10月15日-25日、朝鮮民主主義人民共和国を訪れる[29]。
- 2009年 - 9月、『G2』にて初ノンフィクション『ドキュメント「児童虐待」』を発表。
- 2011年 - 5月、NHKスペシャル「虐待カウンセリング～作家 柳美里・500日の記録～」が放送される。
- 2012年 - 2月、『G2』にてノンフィクション『警戒区域』を発表。
- 2012年 - 3月16日、南相馬災害FMにて「ふたりとひとり」が始まる。
- 2015年 - 4月、神奈川県鎌倉市から福島県南相馬市原町区へ転居。
- 2017年 - 4月、福島県立小高産業技術高等学校の作詞を担当。
- 2017年 - 7月、福島県南相馬市原町区から小高区へ転居。
- 2018年 - 4月9日、自宅を改装し本屋「フルハウス」を開店。
- 2018年 - 4月、『柳美里自選作品集』を刊行（全6巻）。
- 2018年 - 9月、四半世紀ぶりに青春五月党の復活公演を行う。
- 2019年 - ３月、岸田國士戯曲賞の選考委員を務める。
- 2020年 - 11月、『JR上野駅公園口』で全米図書賞翻訳部門受賞。
- 2021年 - 5月、みんゆう県民大賞（福島民友新聞）ふるさと創生賞を受賞。
- 2022年 - 10月、バークレー日本賞を受賞。

## 著書

### 小説
- 『フルハウス』文藝春秋、1996年
文春文庫、1999年 解説・山本直樹
- 『家族シネマ』講談社、1997年
講談社文庫、1999年 解説・鈴木光司
- 『水辺のゆりかご』角川書店、1997年
角川文庫、1999年 解説・林真理子
- 『タイル』文藝春秋、1997年
文春文庫、2000年 解説・三國連太郎
- 『ゴールドラッシュ』新潮社、1998年
新潮文庫、2001年 解説・川村二郎
- 『女学生の友』文藝春秋、1999年
文春文庫、2002年 解説・秋元康
- 『男』メディアファクトリー、2000年
新潮文庫、2002年 解説・中森明夫
- 『命』小学館、2000年
新潮文庫、2004年 解説・リリー・フランキー
- 『魂』小学館、2001年
新潮文庫、2004年 解説・福田和也
- 『ルージュ』角川書店、2001年
角川文庫、2003年 解説・槇村さとる
- 『生』小学館、2001年
新潮文庫、2004年 解説・町田康
- 『声』小学館、2002年
新潮文庫、2004年 解説・山折哲雄
- 『石に泳ぐ魚』新潮社、2002年
新潮文庫、2005年 解説・福田和也
- 『8月の果て』新潮社、2004年
新潮文庫、2007年 解説・許永中・高橋源一郎
  - 『The End Of August』Tilted Axis Press, 2023（英国版）
  - 『The End Of August』Riverhead Books, 2023（米国版）
- 『雨と夢のあとに』角川書店、2005年
角川文庫、2008年 解説・角田光代
- 『黒』扶桑社、2007年
- 『山手線内回り』河出書房新社、2007年
『グッドバイ・ママ』（「JR高田馬場駅戸山口」を改稿、改題し文庫化）河出文庫、2012年 解説・和合亮一
『JR高田馬場駅戸山口』河出書房新社＜河出文庫＞、2021年3月、新装・改題版
- 『オンエア』講談社、2009年
講談社文庫、2012年 解説・榎本正樹
- 『自殺の国』河出書房新社、2012年
『まちあわせ』河出書房新社＜河出文庫＞、2016年、解説・瀧井朝世、改題し文庫化
『JR品川駅高輪口』河出書房新社＜河出文庫＞、2021年2月、新装・改題版
- 『JR上野駅公園口』河出書房新社、2014年ISBN 978-4309415086
  - 河出文庫、2017年 解説・原武史
  - 『우에노 역 공원 출구』2015（韓国版）
  - 『Sortie parc, gare d'Ueno』Actes Sud Editions，2015（フランス版）
  - 『Tokyo Ueno Station』Tilted Axis Press, 2019（英国版）
  - 『Stacja Tokio Ueno』Wydawnictwo Uniwersytetu Jagiellońskiego, 2020（ポーランド版）
  - 『Tokyo Ueno Station』Riverhead Books, 2020（米国版）
- 『ねこのおうち』河出書房新社、2016年
  - 河出文庫、2019年6月 解説・武田砂鉄
- 『飼う人』文藝春秋、2017年
文春文庫、2021年1月 解説・岡ノ谷一夫

### 随筆
- 『家族の標本』 朝日新聞社、1995年4月
朝日文芸文庫、1997年8月 巻末エッセイ・久世光彦 ISBN 4022641568
角川文庫、1998年4月 解説・渡辺真理 ISBN 4043437021
- 『柳美里の「自殺」』 河出書房新社、1995年6月
『自殺』文春文庫、1999年12月 解説・原一男（文庫化に際し大幅に加筆、改題） ISBN 4167621029
- 『私語辞典』 朝日新聞社、1996年5月
角川文庫、1999年10月 解説・テリー伊藤 ISBN 4043437048
- 『窓のある書店から』 角川春樹事務所、1996年12月
ハルキ文庫、1999年5月 解説・川本三郎 ISBN 4894565285
- 『NOW and THEN 柳美里──柳美里による全作品解説+51の質問』 角川書店、1997年7月
- 『仮面の国』 新潮社、1998年4月
新潮文庫、2000年5月 解説・櫻井よしこ ISBN 410122921X
- 『言葉のレッスン』 朝日新聞社、1998年7月
角川文庫、2001年6月 解説・俵万智 ISBN 4043437064
- 『魚が見た夢』 新潮社、2000年10月
新潮文庫、2003年4月 解説・後藤繁雄 ISBN 4101229244
- 『言葉は静かに踊る』 新潮社、2001年3月
新潮文庫、2004年1月 解説・坪内祐三 ISBN 4101229279
- 『世界のひびわれと魂の空白を』 新潮社、2001年9月
- 『交換日記』 新潮社、2003年8月
- 『名づけえぬものに触れて』 日経BP社、2007年7月
- 『柳美里不幸全記録』新潮社、2007年11月 ISBN 9784104017096
- 『NHK知るを楽しむ私のこだわり人物伝 色川武大 穏やかにアウトロー』NHK出版、2008年2月
- 『貧乏の神様 芥川賞作家困窮生活記』双葉社、2015年3月
- 『人生にはやらなくていいことがある』ベスト新書、2016年12月
- 『国家への道順』河出書房新社、2017年
- 『南相馬メドレー』第三文明社、2020年ISBN 978-4476033908

### 戯曲
- 『静物画』 而立書房、1991年11月
- 『向日葵の柩』 而立書房、1993年1月
- 『Green Bench』 河出書房新社、1994年3月
『グリーンベンチ』角川文庫、1998年12月 「向日葵の柩」を併録。解説・筒井康隆
- 『魚の祭』 白水社、1996年1月
角川文庫、1997年12月 「静物画」を併録。解説・斉藤由貴
- 『町の形見』河出書房新社、2018年11月（「静物画」「窓の外の結婚式」を併録）
- 「ある晴れた日に」（『喜劇悲劇』早川書房、2019年11月号）

### ノンフィクション
- 『ファミリー・シークレット』講談社、2010年5月　文庫、2013年3月 解説・野村進
- 『ピョンヤンの夏休み　わたしが見た「北朝鮮」』講談社、2011年12月

### 自選作品集
- 『柳美里自選作品集 第一巻 永在する死と生』ベストセラーズ、2018年4月
- 『柳美里自選作品集 第二巻 家族の再演』ベストセラーズ、2018年6月

### 対談・共著
- 現代洋子『おごってジャンケン隊(3)』小学館 、1999年10月1日
- 鈴木光司『天才たちのDNA―才能の謎に迫る』マガジンハウス、2001年
- ビートたけし『頂上対談』新潮社、2001年10月
新潮文庫、2004年6月 ISBN 978-4101225289
- 『響くものと流れるもの──小説と批評の対話』（福田和也との共著）PHP研究所、2002年3月
- 西原理恵子『できるかなクアトロ』扶桑社、2007年4月 ISBN 978-4594053512
- 山田玲司『絶望に効くクスリ Vol.13』小学館、2008年6月 ISBN 978-4091513359
- 小松成美『信じるチカラ』ポプラ社、2007年12月　ISBN 978-4591100332
- 『宗教と現代がわかる本2008』（末木文美士との対談を収録）平凡社、2008年3月
- いしいしんじ『うなぎのダンス』河出文庫、2008年10月　ISBN 9784309409283
- 赤塚不二夫『赤塚不二夫対談集 これでいいのだ。』MF文庫ダ・ヴィンチ、2008年12月 ISBN 978-4840126250
- 坂本忠雄『文学の器』（江國香織との対談を収録）扶桑社、2009年8月 ISBN 978-4594060152
- 桐野夏生『対論集 発火点』文藝春秋、2009年9月 ISBN 978-4163717302
- 西原理恵子『西原理恵子の太腕繁盛記 FXでガチンコ勝負!編』新潮社、2009年9月 ISBN 978-4103019329
- 『柳美里対談集 沈黙より軽い言葉を発するなかれ』創出版、2012年8月 ISBN 978-4904795194
- 『私だけのふるさと 作家たちの原風景』岩波書店、2013年3月
- 『人はなぜ「いじめ」るのか―その病理とケアを考える』（山折哲雄との共著）シービーアール、2013年9月
- 『春の消息』（佐藤弘夫との共著）第三文明社、2017年
- 『沈黙の作法』（山折哲雄との共著）河出書房新社、2019年6月
- 東浩紀『新対話篇』ゲンロン、2020年5月（東浩紀、飴屋法水との鼎談）

### 児童書
- 『月へのぼったケンタロウくん』 ポプラ社、2007年4月
ポプラ文庫、2009年2月 解説・俵万智

### その他
- 『いじめの時間』新潮文庫、2005年4月
「潮合い」を収録。
- 新潮社編『空を飛ぶ恋 ケータイがつなぐ28の物語』新潮文庫、2006年6月
「7時間35分」を収録。
- 集英社文庫編集部編『作家24人の名作鑑賞 私を変えたこの一冊』集英社文庫、2007年6月
「偉大なギャツビー/フィッツジェラルド」を収録。
- 江原啓之『もっと深くスピリチュアルを知るために』新潮文庫、2007年12月
「私のエハラ体験」を収録。
- 『29歳』日本経済新聞出版社、2008年11月
「パキラのコップ」を収録。
- 『掌篇歳時記　秋冬』講談社、2019年10月
「朔風払葉」を収録。

### 映像化された作品
- 『家族シネマ』監督 パク・チョルス
- 『女学生の友』
- 『ルージュ』NHKドラマ
- 『命』監督 篠原哲雄
- 『雨と夢のあとに』テレビ朝日系ドラマ

## 解説その他 執筆書籍

### 解説
- 中島みゆき『ジャパニーズ・スマイル』新潮文庫、1997年11月
- 太宰治『もの思う葦(平成10年度版)』角川文庫クラシックス、1999年6月
- 福田和也『日本人の目玉』ちくま学芸文庫、2005年6月 ISBN 4480089217
- 阿佐田哲也『麻雀放浪記4 番外篇』文春文庫、2007年11月 ISBN 9784167323073
- 前田司郎『愛でもない青春でもない旅立たない』講談社文庫、2009年10月 ISBN 978-4062764926

### 帯コメント
- ラース・フォン・トリアー『ダンサー・イン・ザ・ダーク』角川書店 2000年
- 佐藤江梨子『気遣い喫茶』扶桑社、2003年9月 ISBN 4594041949
- みうらひろこ『渚の午後――ふくしま浜通りから』コールサック社、2015年

## 主な出演

### ネット番組
- ポリタスTV（YouTube、2022年4月19日）